# Беш, Жозеф
Жозеф Беш (люкс. Joseph Bech; 17 февраля 1887, Дикирх — 8 марта 1975, Люксембург) — люксембургский политик. Пятнадцатый и семнадцатый премьер-министр Люксембурга (16 июля 1926 года — 5 ноября 1937, 29 декабря 1953 — 29 марта 1958).
По профессии был адвокатом. Изучал право в Фрайбурге и Париже. 30 июня 1914 избран в Палату депутатов Люксембурга от правой партии Rietspartei.
Считается одним из семи «отцов-основателей Евросоюза».